# Indira Varma
Indira Anne Varma (Bath, 4 de maio de 1973) é um atriz britânica de origem indiana.

## Biografia e carreira
Indira foi a filha única de um pai indiano e uma mãe suíça (de origem genovesa). Antes de sua ascensão à fama, integrou a Musical Youth Theatre Company, e se formou na Royal Academy of Dramatic Art (RADA), em Londres, no ano de 1995.
Atuou numa série de papeis na televisão e no cinema, incluindo Kama Sutra: A Tale of Love, em 1997, e Bride and Prejudice, em 2004; interpretou também a jovem esposa romana Niobe da série Rome, drama histórico produzido em parceria pela BBC e pela HBO. Em 2006 fez o papel de Suzie Costello no primeiro e no oitavo episódios da série de ficção científica da BBC Three, Torchwood. Também apareceu como a doutora Adrienne Holland no drama médico da CBS, 3 lbs que foi ao ar a partir de 14 de novembro de 2006 e acabou cancelada em 30 de novembro do mesmo ano, devido à baixa audiência. Atualmente faz o papel de Ellaria Sand na série Game of Thrones.

## No teatro
Em 1997 Varma interpretou Bianca no Otelo de Shakespare, no Royal National Theatre, em Londres. De 2000 a 2001 apareceu em Remembrance of Things Past, no mesmo teatro, adaptação de The Proust Screenplay, de Harold Pinter, feita pelo próprio Pinter e por Di Trevis, baseada na lendária obra Em Busca do Tempo Perdido, do escritor francês Marcel Proust. No verão de 2001 interpretou Gila em One for the Road, do mesmo Pinter, no Lincoln Center, em Nova York, uma produção que havia sido realizada originalmente no Gate Theatre, em Dublin, Irlanda, e foi para Londres depois de chegar a Nova York a tempo do Festival Harold Pinter do Lincoln Center.
Em 2002 interpretou Sasha Lebedieff em Ivanov, de Anton Chekhov, no Royal National Theatre de Londres, e Bunty Mainwaring em The Vortex, de Noël Coward, no Donmar Theatre, também em Londres. Em 2004 interpretou Sabina em The Skin of Our Teeth, de Thornton Wilder, no Teatro Young Vic, e em 2008 interpretou Nadia Baliye em The Vertical Hour, de David Hare, no Royal Court Theatre; em 2009 interpretou a Olivia de Noite de Reis (Twelfth Night), de Shakespeare, no Wyndham's Theatre - sempre em Londres.

## No cinema
- Clancy's Kitchen (1996) .... Kitty
- Crucial Tales: Phoenix (1996) minissérie de TV .... Manreet
- Kama Sutra: A Tale of Love (1996) .... Maya
- Sixth Happiness (1997) .... Amy
- Jinnah (1998) .... Ruttie Jinnah
- Psycho (1999) minissérie de TV .... Dr. Martine Nichol
- Zehn wahnsinnige Tage (2000) (TV) .... Ra
- Other People's Children (unknown episodes, 2000) .... Amy
- Sci-Fright (alguns episódios, 2000) .... Host - Nina (2000)
- In a Land of Plenty (alguns episódios, 2001) .... Sonali Ganatra
- The Whistle-Blower (2001) (TV) .... Diane Crossman
- Attachments (4 episódios, "User Friendly", "The Irony Act", "Gaydar" e "Eye Candy", 2000-2001) .... Sasha
- Mad Dogs (2002) .... Narendra
- Rockface (1 episódio, "#2.5", 2003) .... Alison
- The Canterbury Tales (1 episódio, "The Sea Captain's Tale", 2003) .... Meena
- Reversals (2003) (TV) .... Kathy Irwin
- Donovan (2004) .... Cara Mathis
- Bride and Prejudice (2004) .... Kiran Balraj
- The Quatermass Experiment (2005) (TV) .... Judith Carroon
- Love Soup (1 episódio, "They Do Not Move", 2005) .... Suzanne Daley
- A Waste of Shame (2005) (TV) .... Lucie ("the Dark Lady")
- Broken News (6 episódios, 2005) .... Melanie Bellamy - ESN
- Little Britain (3 episódios, "#3.1", "#3.5" and "#3.6", 2005) .... ... / Mãe cuidando do filho / Recepcionista do spa
- Rome (15 episódios, 2005-2007) .... Niobe dos Voreni
- Bring Something Back: The Making of 'The Quatermass Experiment' (2005) (V) .... Ela própria
- Pride and Prejudice Revisited (2005) (TV) .... (não-creditada)
- Basic Instinct 2 (2006) .... Denise Glass
- The Inspector Lynley Mysteries (1 episódio, "In the Blink of an Eye", 2006) .... Melissa Booth
- Torchwood (2 episódios, "Everything Changes" e "They Keep Killing Suzie", 2006) .... Suzie Costello
- 3 lbs (6 episódios, 2006) .... Dr. Adrianne Holland
- Sex and Death 101 (2007) .... Devon Server (não-creditada)
- The Whistleblowers (6 episódios, 2007) .... Alisha Cole
- Comanche Moon (2008) minissére de televisão .... Therese Wanz
- Law & Order: Criminal Intent (1 episódio, "Assassin", 2008) .... Bela Khan
- Bones (1 episódio, "Yanks in the U.K.", 2008) .... Inspetora Cate Pritchard
- The Finest (2009) .... Detective Superintendant Madeline Jenner
- Moses Jones (2009) (série de televisão)....Dolly
- krabarti